# 韋沖
韋 沖（い ちゅう、540年 - 605年）は、北周から隋にかけての官僚・軍人。字は世沖。本貫は京兆郡杜陵県。

## 経歴
韋敻の子として生まれた。北周に仕えて衛公府礼曹参軍を初任とした。後に大将軍元定の下で長江を渡って南朝陳を攻撃し、陳軍に捕らえられた。北周の武帝は身代金を払って韋沖の身柄を取り返した。武帝はまた韋沖に馬1000匹を持たせて南朝陳への使者に立て、賀抜華ら50人の身柄と元定の柩を取り返させた。韋沖は無事に役目を果たすと、少御伯下大夫に累進し、上儀同の位を加えられた。ときに稽胡がたびたび反抗していたので、韋沖は自ら志願して稽胡をなだめ、汾州刺史に任じられた。
581年、隋が建国されると、韋沖は召還されて散騎常侍を兼ね、位は開府儀同三司に進み、安固県侯の爵位を受けた。文帝は南汾州の胡族1000人あまりを動員して長城を築かせようとしたが、みな逃亡して去ったため、韋沖に命じて逃亡した者をなだめて呼び集めさせた。
韋沖は通州刺史となり、胡族の信望を集めた。母の喪に服すため辞職したが、また南寧州総管として起用された。韋沖の働きで渠帥の爨震や西爨の首領たちが南寧州の州府を訪れて、隋に帰服した。ときに兄の韋洸の子の韋伯仁が韋沖とともに南寧州に下向し、他人の妻を奪うなどの非行を重ねた。文帝はこれを聞いて激怒し、蜀王楊秀に処分を任せた。益州長史の元巌が韋沖の監督不行届を咎めたため、韋沖は甥の罪に連座して免職された。
数年後、韋沖は検校括州事となった。東陽の陶子定と呉州の羅慧方が乱を起こし、婺州の永康や烏程などの諸県を攻撃したので、韋沖は兵を率いて叛乱軍を撃破した。義豊県侯に改封され、検校泉州事をつとめた。
595年、営州総管に任じられ、靺鞨や契丹を慰撫し、奚や霫には恐れられた。高句麗が侵入してくると、韋沖は兵を率いてこれを撃退した。仁寿年間、文帝は韋沖の娘を迎えて豫章王楊暕の妃とした。603年、韋沖は民部尚書（『北史』によると戸部尚書）となった。605年5月、死去した。享年は66。
末子の韋挺が、最も名を知られた。

## 伝記資料
- 『隋書』巻47 列伝第12
- 『北史』巻64 列伝第52